# Моше Фліманн
Моше Фліманн (івр. משה פלימןמשה פלימן; 20 липня 1905, Станиславів — 25 травня 1973, Ізраїль) — мер ізралійського міста Хайфа з 1969 по 1973 роки.

## Біографія
Фліманн народився 1905 року в Станиславові, Австро-Угорській монархії (теперішній Івано-Франківськ, Україна). У ранні роки життя був членом «Піонера» та Сіоністського руху молоді. Ще школярем ув'язнений Російською владою за сіоністичну активність, але за короткий час, після арешту, звільнений.
Після закінчення школи, він поїхав навчатися на факультет електротехніки в Москву. У 1929 ув'язнений знову за участь в сіоністичних організаціях та висланий в Сибір терміном на 3 роки. В 1930 році його вирок скоротили та вигнали з УРСР. Після цього Фліманн емігрував до Палестини.
Після еміграції, він працював на заводі в Яффі, згодом електриком. Потім влаштувався працювати вчителем фізики та математики в Тель-Авіві. Фліманн вчителював короткий час, після чого повернувся працювати електриком у кар'єр в Атліті. У 1932 році його прийнято на роботу в «Електричну компанію Ізраїлю». До 1957 року він був призначений на посаду керівника національної мережі і був обраний до ради директорів компанії як представник робітників.
Фліманн згодом жив у Кір'ят-Хаїмі, де був членом муніципальної ради. Після того як Кір'ят-Хаім приєднаний до Хайфи, він став представником муніципальної ради Хайфи. У 1959 був обраний заступником мера. З 1969 по 1973 був міським головою міста Хайфа.
Під час його перебування на посаді мера відкрив Національний морський музей Ізраїлю в Хайфі. Також за цей час було збудовано великі готелі класу люкс ― «Dan» та «Nof». Крім того почалося будівництво лікарні в Хайфі, яка була названа на його честь після смерті.
Школа в Хайфі за номер 5 також названа його іменем.